# Papuaphiloscia albula
Papuaphiloscia albula är en kräftdjursart som beskrevs av Albert Vandel1973. Papuaphiloscia albula ingår i släktet Papuaphiloscia och familjen Philosciidae. Inga underarter finns listade i Catalogue of Life.